# Kaspar Hauser

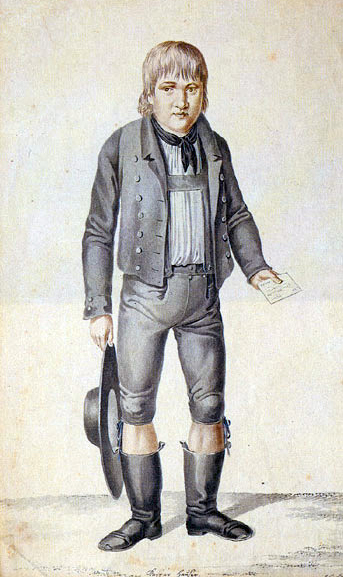
Kaspar Hauser

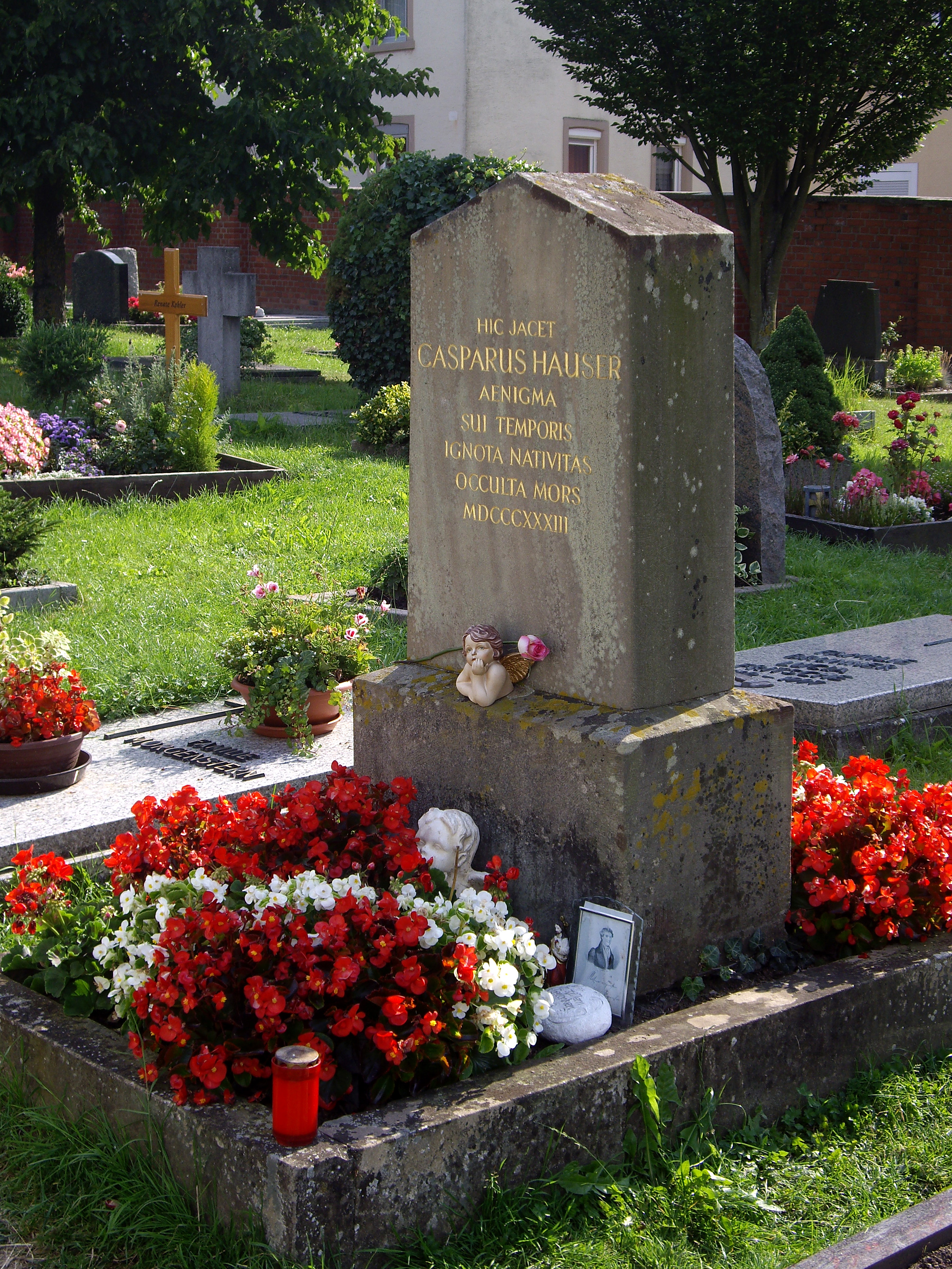
Grób Hausera na cmentarzu miejskim w Ansbach (2012)

Kaspar Hauser, Casparus Hauser (ur. 30 kwietnia? 1812, zm. 17 grudnia 1833 w Ansbachu) – człowiek o nieustalonej tożsamości, który 26 maja 1828 pojawił się w tajemniczych okolicznościach na ulicach Norymbergi. Spekulowano o jego powiązaniach z wielkoksiążęcą dynastią badeńską. Okrzyknięty „sierotą Europy”.

## Życie
26 maja 1828 na ulicach Norymbergi pojawił się chłopiec w wieku ok. 16 lat, który miał na sobie chłopskie ubranie i poza paroma słowami nie potrafił mówić. Jedynymi przedmiotami świadczącymi o tożsamości znajdy były znalezione przy nim dwa listy. Autor pierwszego, zaadresowanego do kapitana Wesseniga z czwartego szwadronu szóstego regimentu kawalerii, prosił owego kapitana o wzięcie chłopca pod opiekę lub powieszenie go. Według drugiego z odnalezionych listów, napisanego najprawdopodobniej przez matkę do poprzedniego opiekuna chłopca, urodził się on 30 kwietnia 1812. Późniejsze badania wykazały, że oba listy – jeden datowany na 1828, drugi na 1812 rok, zostały napisane przez tę samą osobę, na tym samym rodzaju papieru i tym samym atramentem.
Szewc Weickmann zaprowadził chłopca do domu kapitana Wesseniga, tam wypytywany powtarzał tylko: Chciałbym być kawalerzystą, jak mój ojciec i Koń! Koń!. Na kolejne pytania reagował płaczem i słowami: Weiss nicht („Nie wiem”). Następnie zabrano go na komendę policji, gdzie napisał jedno nazwisko: Kaspar Hauser. Kolejne dwa miesiące spędził w miejskim więzieniu pod opieką strażnika Andreasa Hiltela. Odwiedzało go tam wielu ciekawskich, ku jego wyraźnej radości. Był w wieku ok. 16 lat, ale miał dojrzałość psychiczną sześciolatka. Uśmiechał się, chodził jak małe dziecko i nie potrafił używać palców, poza tym nie chciał jeść niczego oprócz chleba i wody. Burmistrz Binder twierdził, że chłopak obdarzony był doskonałą pamięcią, co jego zdaniem świadczyło o szlachetnym urodzeniu. Kaspar cierpiał też na powtarzające się ataki katalepsji i epilepsji. W końcu nauczył się mówić na tyle, że był w stanie opowiedzieć swoją historię.
Hauser twierdził, że przez większość życia przebywał w ciasnej, ciemnej celi ze słomianym posłaniem, mając jako zabawkę drewnianego konika. Żywił się wyłącznie chlebem i wodą. Czasami podawano mu środek nasenny, wtedy też ktoś zmieniał mu ubranie i go strzygł. Pierwszym człowiekiem, jakiego ujrzał, był mężczyzna, który nauczył go wypowiadać powtarzane przezeń zdanie: Chcę być żołnierzem, jak mój ojciec i pisać nazwisko Kaspar Hauser. Mężczyzna ten zawsze pilnował, aby Kaspar nie ujrzał nawet przypadkiem jego twarzy, a pewnego dnia wyprowadził go z celi na świat. Oszołomiony Kaspar zemdlał, a następną rzeczą, jaką pamiętał, był dzień, w którym pojawił się w Norymberdze.
Tajemniczym chłopcem zainteresowała się wkrótce cała Europa i odwiedzało go coraz więcej gości. Niektórzy uważali go za sprytnego oszusta, który udaje tępaka, inni zaczęli łączyć go z rodziną wielkiego księcia Badenii, ze względu na pewne podobieństwo fizyczne. Jego rodzicami mieliby być Karol Ludwik Badeński, książę Badenii i jego żona Stefania, adoptowana córka Napoleona I. Ponieważ Karol Ludwik nie miał żyjącego męskiego potomstwa, tron objął jego stryj Ludwik I Badeński, ostatni z głównej linii rodu Zähringen.
Sprawą Hausera zajął się prawnik Paul Johann Anselm von Feuerbach, prezes bawarskiego sądu apelacyjnego. Chłopaka oddano pod opiekę Georga Daumera, który nauczył go czytać i pisać, poddał go kuracji i zachęcił do pisania pamiętnika. W przyjaznym otoczeniu Hauser rozwijał się psychicznie.
17 października 1829 zakapturzony nieznajomy zaatakował Hausera siekierą, lecz zdołał go jedynie zranić w czoło. Zaalarmowani urzędnicy poprosili o ochronę policji dla Kaspara i przenieśli go w inne miejsce, pod opiekę Johanna Biberbacha, a sześć miesięcy później barona von Tuchera. Tucher znalazł Hauserowi zatrudnienie w charakterze kopisty w lokalnej kancelarii prawniczej. Próba zabójstwa wzmocniła jeszcze plotki dotyczące związków Hausera z domem badeńskim.
Hauserem zainteresował się również brytyjski szlachcic Filip Henryk, 4. Earl Stanhope, bratanek Pitta, który próbował uzyskać prawo opieki nad chłopcem. Przeniósł on Hausera do Ansbachu, gdzie oddano go pod kuratelę Johana Georga Meyera. Stanhope szybko ogłosił, że Hauser pochodzi z Węgier i nie jest szlachetnie urodzony. Niektórzy historycy podejrzewają Stanhope’a o związki z dynastią badeńską.
14 grudnia 1833 Hausera zwabiono do ogrodów dworskich w Ansbachu obietnicą, że dowie się czegoś o swoim pochodzeniu. Tam nieznajomy ugodził go nożem w pierś, przebijając płuco. Hauser zdołał wrócić do domu, lecz zmarł od odniesionej rany trzy dni później. Nie zidentyfikował napastnika. Podczas przeszukiwania parku policja nie odnalazła narzędzia zbrodni, znalazła za to czarną portmonetkę z liścikiem o treści: „Hauser będzie w stanie powiedzieć wam, jak wyglądam, skąd pochodzę i kim jestem. Aby zaoszczędzić mu tego, sam to wyjawię. Jestem z … przy granicy z Bawarią … Nazywam się MLO”. Stanhope i Meyer próbowali później twierdzić, że przyczyną śmierci Hausera było samobójstwo. 
Hausera pochowano na miejskim cmentarzu, stawiając nagrobek z inskrypcją: „Tu spoczywa Kaspar Hauser, zagadka swoich czasów. Narodził się w nieznanych okolicznościach, jego śmierć owiana jest tajemnicą”. W Ansbachu wzniesiono później pomnik poświęcony Kasparowi z napisem: Hic occultus occulto occisus est („Tutaj nieznany został zabity przez nieznanego”).
W 1996 na zlecenie niemieckiego czasopisma „Der Spiegel” dokonano analizy plamy krwi z ubrania chłopca, które przechowywane było po jego morderstwie jako dowód w policyjnych archiwach. Analiza wykluczyła pokrewieństwo z dynastią księcia Badenii. Ponieważ niezależni badacze sceptycznie podchodzili do analizy tylko z jednego źródła w 2002 dokonano ponownych badań materiału DNA zebranego z innych pozostałości po tej tajemniczej postaci, a mianowicie kosmyka włosów, przechowywanego przez jednego z opiekunów oraz kilku innych przedmiotów. Ponowna analiza wykazała, że materiał genetyczny różni się tylko w jednym punkcie, co nie wyklucza ani nie potwierdza w 100 procentach jego powiązania z rodziną księcia Badenii.

## Inspiracje artystyczne
Postać Kaspara zainspirowała szereg artystów. Wiele motywów z jego życia można znaleźć w postaci Parsifala z opery Richarda Wagnera. Paul Verlaine poświęcił mu wiersz „Kaspar Hauser śpiewa” zawarty w zbiorze poezji pt. Sagesse z 1880. W 1908 powstała powieść Jakuba Wassermanna pt. Kaspar Hauser, czyli dziecię Europy (Caspar Hauser oder Die Trägheit des Herzens). Belgijska pisarka Véronique Bergen napisała fikcyjną biografię Kaspara Hausera pt. Kaspar Hauser, ou la phrase préférée du vent w 2006. Ryszard Krynicki jest autorem wiersza Ktoś. Kaspar Hauser z 2008.
Kaspar Hauser był jednym z pseudonimów artystycznych dziennikarza i pisarza Kurta Tucholskiego.
W 1974 niemiecki reżyser Werner Herzog przeniósł na ekran historię Kaspara, kręcąc Zagadkę Kaspara Hausera (niem. tytuł oryginalny Jeder für sich und Gott gegen alle – Każdy dla siebie, Bóg przeciw wszystkim), w którym tytułową rolę zagrał Bruno S. W 1993 powstał niemiecko-austriacki film pt. Kaspar Hauser w reżyserii Petera Sehra. W 2012 Davide Manuli nakręcił film Legenda Kaspara Hausera (org. „La leggenda di Kaspar Hauser”).
Niemiecki zespół muzyczny Dschinghis Khan wykonał napisaną przez Bernda Meinungera piosenkę „Kaspar Hauser”, którą grupa umieściła na albumie Viva (1980). W 1984 Grzegorz Ciechowski napisał piosenkę „Kaspar Hauser” z albumu pt. Obywatel G.C. (1986). Historię Hausera opowiedziała również Suzanne Vega w piosence „Wooden Horse (Caspar Hauser’s Song)” z płyty pt. Solitude Standing (1987). Polski zespół hip-hopowy Ski Skład nagrał piosenkę Klasyczna Fuzja, z albumu pt. Wspólne zadanie (2003). W utworze znalazło się odniesienie do wczesnych lat życia Hausera w zamknięciu. W muzyce poważnej postać Hausera wykorzystał Wojciech Ziemowit Zych w kompozycji „Przyjaciele Kaspara Hausera” na zespół kameralny z 2004. Ostatni utwór na wydanej w 2012 albumie Rave Age elektronicznej formacji Vitalic nosi nazwę „The Legend of Kasper Hauser” i jest muzyczną wariacją (bez tekstu) na temat jego historii.
Poznański Teatr Biuro Podróży opracował w 2021 spektakl Kaspar inspirowany historią Hausera.